# 魅惑角龍屬

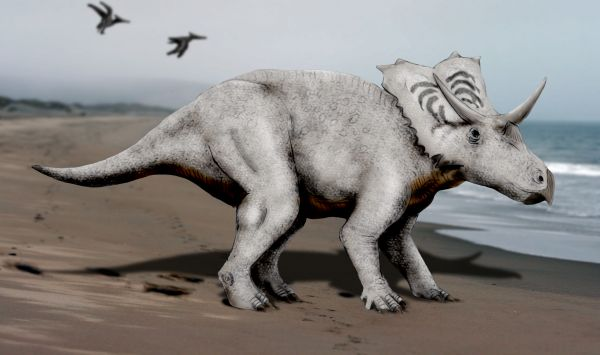
魅惑角龍的想像圖

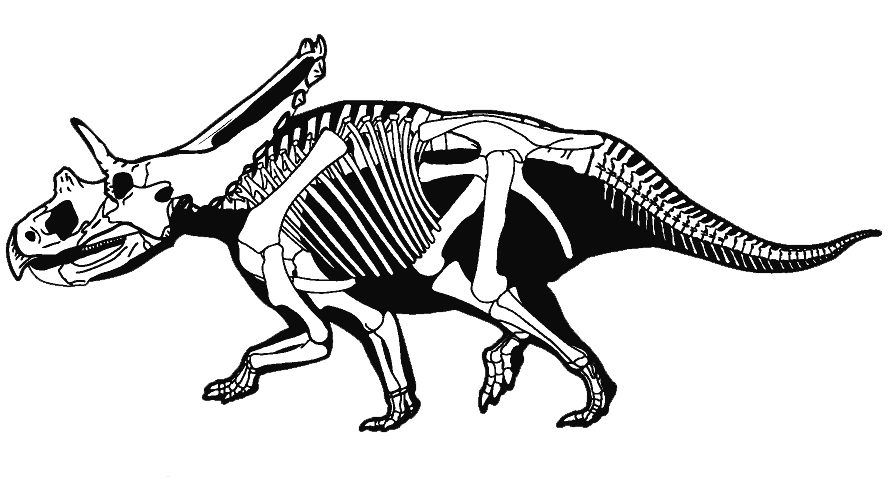
魅惑角龍的骨骼重建圖

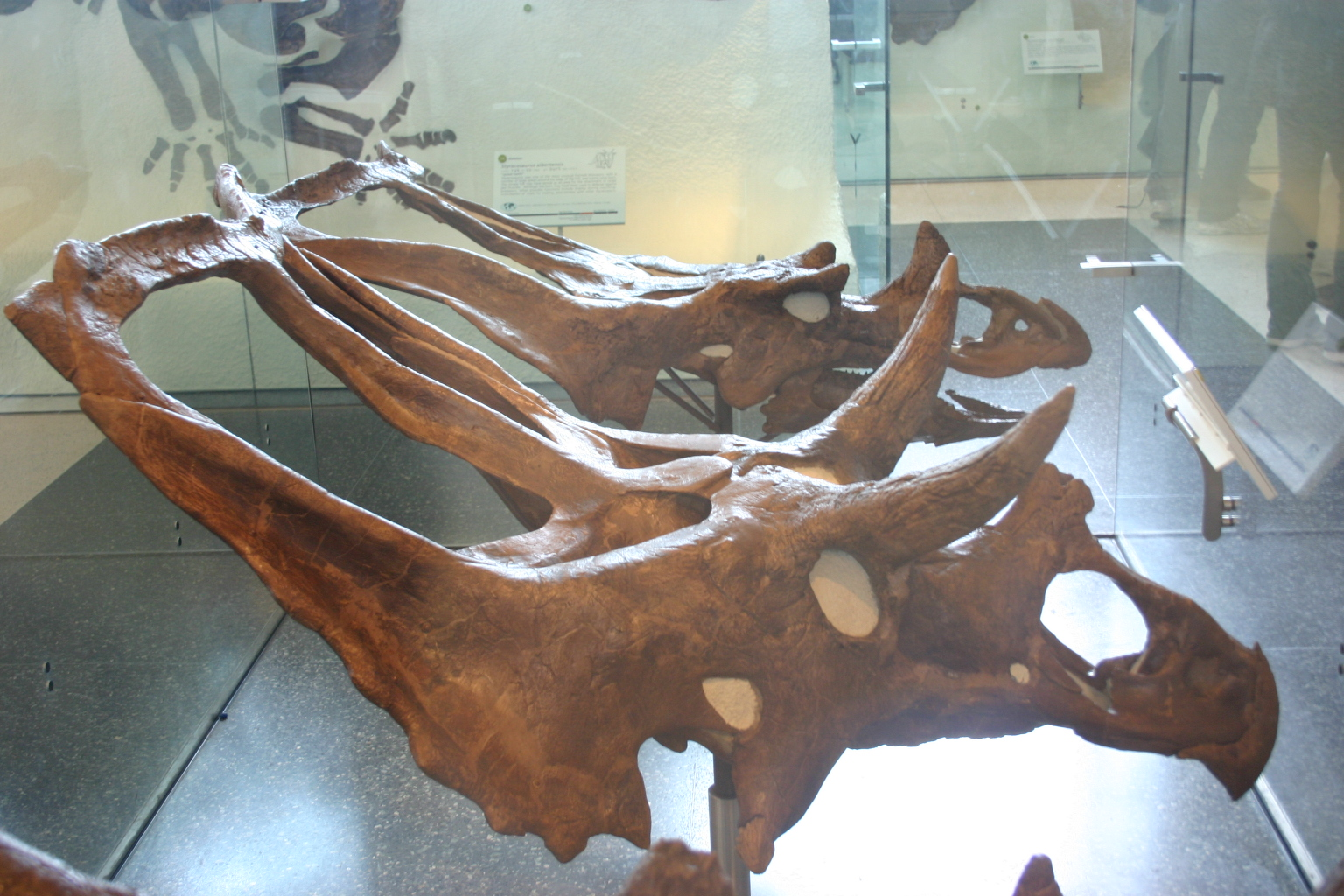
魅惑角龍與開角龍的頭顱骨並排

魅惑角龍屬（學名：Mojoceratops）是角龍科開角龍亞科恐龍的一屬，生存於白堊紀晚期的北美洲。
正模標本（編號TMP 1983.25.1）是一個部分頭顱骨，包含頂骨在內。副模標本（編號TMP 1999.55.292、TMP 1979.11.147）是兩個部分頂骨。除此之外，還有五個標本被歸類於魅惑角龍。這些標本都發現於加拿大的亞伯達省與薩克其萬省，屬於貝利河群（Belly River Group）的恐龍公園組，地質年代約7650萬到7500萬年前，相當於晚白堊紀的晚坎潘階。在過去歷史裡，這些化石都被歸類於開角龍。在2010年，加拿大古生物學家尼可拉斯·郎里奇（Nicholas R. Longrich ）將這些化石建立為新屬，模式種是魅惑角龍（M. perifania）。